# ボー・ジェスト (1966年の映画)
ボー・ジェスト（Beau Geste）は、1966年に公開されたアドベンチャー映画。P・C・レンの1924年の小説『ボー・ジェスト』を原作としている。監督ダグラス・ヘイズ。映画はユニバーサル・ピクチャーズでテクニカラー、テネスコープでユマの近辺で撮影された。

## あらすじ
イギリス人のボーは、愛人の夫の身代わりとして外国人部隊へと入隊して、特務曹長ダジノーの部下となる。
ダジノーからのつらい仕打ちを受けていたところ、ボーは中隊長ド・リュース中尉からダジノーが部下の失敗の責任を取らされる形で降格されたため、兵士を憎んでいるという説明を受ける。その際、ド・リュースはボーが入隊した理由を聞き、ボー・ジエスト（雄々しい手柄）という名前を授ける。
1906年、ツアレグ族の蜂起を受け、ド・リュースの中隊はジンダーヌーフ砦に送り込まれる。負傷したド・リュースに代わり、ダジノーが指揮を執ることとなったが、あまりの苛烈さに兵士たちは謀反を起こしてしまう。そこへツアレグ族が攻め込み、ボーとダジノーの2人だけが生き残る。救援隊がくる中、ダジノーは謀反を知るボーを殺そうとするが、拳銃が暴発してしまい、その場に倒れる。
そして、唯一の生存者となったボーは、救援隊に、隊長たちと皆で砦を守ったと報告する。

## キャスト
| 役名         | 俳優                       | 日本語吹替                                     |
| 役名         | 俳優                       | TBS版                                          |
| ------------ | -------------------------- | ---------------------------------------------- |
| ボージェスト | ガイ・ストックウェル       | 中田浩二                                       |
| ダジノー曹長 | テリー・サバラス           | 若山弦蔵                                       |
| ジョン       | ダグ・マクルーア           | 田中信夫                                       |
| ドルース中尉 | レスリー・ニールセン       | 中村正                                         |
| ボルディーニ | デヴィッド・マウロ         | 近石真介                                       |
| ケルヤッキ   | マラキ・スローン           | 小林昭二                                       |
| クラウス     | レオ・ゴードン             | 雨森雅司                                       |
| フシェー     | ロバート・ウォルダーズ     | 青野武                                         |
| ロストフ     | マイケル・コンスタンティン | 塩見竜介                                       |
| バレホ       | X・ブランズ                | 嶋俊介                                         |
| 少佐         |                            | 北村弘一                                       |
| 軍医         |                            | 石井敏郎                                       |
| 軍曹         |                            | 矢田耕司                                       |
| 隊員(1)      |                            | 仙波和之                                       |
| 隊員(2)      |                            | 立壁和也                                       |
|              |                            |                                                |
| 演出         |                            |                                                |
| 翻訳         | 翻訳                       | 広瀬順弘                                       |
| 効果         | 効果                       | 赤塚不二夫                                     |
| 調整         | 調整                       | 坂巻四郎                                       |
| 制作         | 制作                       | グロービジョン                                 |
| 解説         |                            |                                                |
| 初回放送     | 初回放送                   | 1969年5月16日 『金曜ロードショー』 19:30-21:25 |